# Copa del Mundo de Esquí Alpino de 2007-08
La Copa del Mundo de Esquí Alpino de 2007-08 se celebró del 27 de octubre de 2007 al 16 de marzo de 2008 bajo la organización de la Federación Internacional de Esquí (FIS). La final se celebró en la localidad de Bormio (Italia).

## Tabla de honor
| Categoría       | Masculino       | Nación         | Femenino       | Nación         |
| --------------- | --------------- | -------------- | -------------- | -------------- |
| General         | Bode Miller     | Estados Unidos | Lindsey Vonn   | Estados Unidos |
| Descenso        | Didier Cuche    | Suiza          | Lindsey Vonn   | Estados Unidos |
| Eslalon         | Manfred Moelgg  | Italia         | Marlies Schild | Austria        |
| Eslalon Gigante | Ted Ligety      | Estados Unidos | Denise Karbon  | Italia         |
| Super Gigante   | Hannes Reichelt | Austria        | Maria Riesch   | Alemania       |
| Combinada       | Bode Miller     | Estados Unidos | Maria Riesch   | Alemania       |

## Ganadores por disciplina - masculino

### General
| Puesto | Nombre         | País           | Puntos |
| ------ | -------------- | -------------- | ------ |
| Oro    | Bode Miller    | Estados Unidos | 1409   |
| Plata  | Benjamin Raich | Austria        | 1298   |
| Bronce | Didier Cuche   | Suiza          | 1263   |

### Descenso
| Puesto | Nombre             | País           | Puntos |
| ------ | ------------------ | -------------- | ------ |
| Oro    | Didier Cuche       | Suiza          | 584    |
| Plata  | Bode Miller        | Estados Unidos | 579    |
| Bronce | Michael Walchhofer | Austria        | 407    |

### Eslalon
| Puesto | Nombre               | País    | Puntos |
| ------ | -------------------- | ------- | ------ |
| Oro    | Manfred Moelgg       | Italia  | 531    |
| Plata  | Jean-Baptiste Grange | Francia | 512    |
| Bronce | Reinfried Herbst     | Austria | 450    |

### Eslalon Gigante
| Puesto | Nombre         | País           | Puntos |
| ------ | -------------- | -------------- | ------ |
| Oro    | Ted Ligety     | Estados Unidos | 485    |
| Plata  | Benjamin Raich | Austria        | 438    |
| Bronce | Manfred Moelgg | Italia         | 376    |

### Super Gigante
| Puesto | Nombre          | País    | Puntos |
| ------ | --------------- | ------- | ------ |
| Oro    | Hannes Reichelt | Austria | 341    |
| Plata  | Didier Cuche    | Suiza   | 340    |
| Bronce | Benjamin Raich  | Austria | 286    |

### Combinada
| Puesto | Nombre          | País           | Puntos |
| ------ | --------------- | -------------- | ------ |
| Oro    | Bode Miller     | Estados Unidos | 410    |
| Plata  | Ivica Kostelić  | Croacia        | 256    |
| Bronce | Daniel Albrecht | Suiza          | 245    |

## Ganadores por disciplina - femenino

### General
| Puesto | Nombre       | País           | Puntos |
| ------ | ------------ | -------------- | ------ |
| Oro    | Lindsey Vonn | Estados Unidos | 1403   |
| Plata  | Nicole Hosp  | Austria        | 1183   |
| Bronce | Maria Riesch | Alemania       | 1146   |

### Descenso
| Puesto | Nombre          | País           | Puntos |
| ------ | --------------- | -------------- | ------ |
| Oro    | Lindsey Vonn    | Estados Unidos | 755    |
| Plata  | Renate Goetschl | Austria        | 448    |
| Bronce | Britt Janyk     | Canadá         | 390    |

### Eslalon
| Puesto | Nombre            | País       | Puntos |
| ------ | ----------------- | ---------- | ------ |
| Oro    | Marlies Schild    | Austria    | 640    |
| Plata  | Nicole Hosp       | Austria    | 515    |
| Bronce | Veronika Zuzulova | Eslovaquia | 501    |

### Eslalon Gigante
| Puesto | Nombre           | País    | Puntos |
| ------ | ---------------- | ------- | ------ |
| Oro    | Denise Karbon    | Italia  | 592    |
| Plata  | Elisabeth Goergl | Austria | 479    |
| Bronce | Manuela Moelgg   | Italia  | 359    |

### Super Gigante
| Puesto | Nombre           | País     | Puntos |
| ------ | ---------------- | -------- | ------ |
| Oro    | Maria Riesch     | Alemania | 374    |
| Plata  | Elisabeth Goergl | Austria  | 326    |
| Bronce | Fabienne Suter   | Suiza    | 305    |

### Combinada
| Puesto | Nombre       | País           | Puntos |
| ------ | ------------ | -------------- | ------ |
| Oro    | Maria Riesch | Alemania       | 260    |
| Plata  | Lindsey Vonn | Estados Unidos | 200    |
| Bronce | Anja Paerson | Suecia         | 160    |

## Calendario

### Masculino
| Día      | Lugar                       | Prueba          | Ganador                       |
| 28.10.07 | Sölden Austria              | Eslalon Gigante | Aksel Lund Svindal Noruega    |
| 11.11.07 | Reiteralm Austria           | Eslalon         | Marc Gini Suiza               |
| 24.11.07 | Lake Louise Canadá          | Descenso        | Jan Hudec Canadá              |
| 25.11.07 | Lake Louise Canadá          | Super Gigante   | Aksel Lund Svindal Noruega    |
| 29.11.07 | Beaver Creek Estados Unidos | Combinada       | Daniel Albrecht Suiza         |
| 30.11.07 | Beaver Creek Estados Unidos | Descenso        | Michael Walchhofer Austria    |
| 02.12.07 | Beaver Creek Estados Unidos | Eslalon Gigante | Daniel Albrecht Suiza         |
| 03.12.07 | Beaver Creek Estados Unidos | Super Gigante   | Hannes Reichelt Austria       |
| 08.12.07 | Bad Kleinkirchheim Austria  | Eslalon Gigante | Massimiliano Blardone Italia  |
| 09.12.07 | Bad Kleinkirchheim Austria  | Eslalon         | Benjamin Raich Austria        |
| 14.12.07 | Val Gardena Italia          | Super Gigante   | Didier Cuche Suiza            |
| 15.12.07 | Val Gardena Italia          | Descenso        | Michael Walchhofer Austria    |
| 16.12.07 | Alta Badia Italia           | Eslalon Gigante | Kalle Palander Finlandia      |
| 17.12.07 | Alta Badia Italia           | Eslalon         | Jean-Baptiste Grange Francia  |
| 29.12.07 | Bormio Italia               | Descenso        | Bode Miller Estados Unidos    |
| 05.01.08 | Adelboden Suiza             | Eslalon Gigante | Marc Berthod Suiza            |
| 06.01.08 | Adelboden Suiza             | Eslalon         | Mario Matt Austria            |
| 11.01.08 | Wengen Suiza                | Combinada       | Jean-Baptiste Grange Francia  |
| 12.01.08 | Wengen Suiza                | Eslalon         | Jean-Baptiste Grange Francia  |
| 13.01.08 | Wengen Suiza                | Descenso        | Bode Miller Estados Unidos    |
| 18.01.08 | Kitzbühel Austria           | Super Gigante   | Marco Buechel Liechtenstein   |
| 19.01.08 | Kitzbühel Austria           | Descenso        | Didier Cuche Suiza            |
| 20.01.08 | Kitzbühel Austria           | Eslalon         | Jean-Baptiste Grange Francia  |
| 20.01.08 | Kitzbühel Austria           | Combinada       | Bode Miller Estados Unidos    |
| 22.01.08 | Schladming Austria          | Eslalon         | Mario Matt Austria            |
| 26.01.08 | Chamonix Francia            | Descenso        | Marco Sullivan Estados Unidos |
| 27.01.08 | Chamonix Francia            | Combinada       | Bode Miller Estados Unidos    |
| 03.02.08 | Val d’Isère Francia         | Combinada       | Bode Miller Estados Unidos    |
| 09.02.08 | Garmisch Alemania           | Eslalon         | Reinfried Herbst Austria      |
| 17.02.08 | Zagreb Croacia              | Eslalon         | Mario Matt Austria            |
| 21.02.08 | Whistler Canadá             | Super Gigante   | Christoph Gruber Austria      |
| 23.02.08 | Whistler Canadá             | Eslalon Gigante | Hannes Reichelt Austria       |
| 29.02.08 | Kvitfjell Noruega           | Descenso        | Werner Heel Italia            |
| 01.03.08 | Kvitfjell Noruega           | Descenso        | Bode Miller Estados Unidos    |
| 02.03.08 | Kvitfjell Noruega           | Super Gigante   | Georg Streitberger Austria    |
| 08.03.08 | Kranjska Gora Eslovenia     | Eslalon Gigante | Ted Ligety Estados Unidos     |
| 09.03.08 | Kranjska Gora Eslovenia     | Eslalon         | Manfred Moelgg Italia         |
| 13.03.08 | Bormio Italia               | Super Gigante   | Hannes Reichelt Austria       |
| 14.03.08 | Bormio Italia               | Eslalon Gigante | Ted Ligety Estados Unidos     |
| 15.03.08 | Bormio Italia               | Eslalon         | Reinfried Herbst Austria      |

### Femenino
| Día      | Lugar                           | Prueba          | Ganadora                                          |
| 27.10.07 | Sölden Austria                  | Eslalon Gigante | Denise Karbon Italia                              |
| 10.11.07 | Reiteralm Austria               | Eslalon         | Marlies Schild Austria                            |
| 24.11.07 | Panorama Canadá                 | Eslalon Gigante | Denise Karbon Italia                              |
| 25.11.07 | Panorama Canadá                 | Eslalon         | Marlies Schild Austria                            |
| 01.12.07 | Lake Louise Canadá              | Descenso        | Lindsey Vonn Estados Unidos                       |
| 02.12.07 | Lake Louise Canadá              | Super Gigante   | Martina Schild Suiza                              |
| 08.12.07 | Aspen Estados Unidos            | Descenso        | Britt Janyk Canadá                                |
| 09.12.07 | Aspen Estados Unidos            | Eslalon         | Nicole Hosp Austria                               |
| 15.12.07 | St. Moritz Suiza                | Descenso        | Anja Paerson Suecia                               |
| 16.12.07 | St. Moritz Suiza                | Super Gigante   | Anja Paerson Suecia                               |
| 21.12.07 | Sankt Anton am Arlberg Austria  | Descenso        | Lindsey Vonn Estados Unidos                       |
| 22.12.07 | Sankt Anton am Arlberg Austria  | Combinada       | Lindsey Vonn Estados Unidos                       |
| 28.12.07 | Lienz Austria                   | Eslalon Gigante | Denise Karbon Italia                              |
| 29.12.07 | Lienz Austria                   | Eslalon         | Chiara Costazza Italia                            |
| 05.01.08 | Spindleruv Mlyn República Checa | Eslalon Gigante | Denise Karbon Italia                              |
| 06.01.08 | Spindleruv Mlyn República Checa | Eslalon         | Marlies Schild Austria                            |
| 12.01.08 | Maribor Eslovenia               | Eslalon Gigante | Elisabeth Goergl Austria                          |
| 13.01.08 | Maribor Eslovenia               | Eslalon         | Nicole Hosp Austria                               |
| 19.01.08 | Cortina d'Ampezzo Italia        | Descenso        | Lindsey Vonn Estados Unidos                       |
| 20.01.08 | Cortina d'Ampezzo Italia        | Super Gigante   | Maria Holaus Austria                              |
| 21.01.08 | Cortina d'Ampezzo Italia        | Super Gigante   | Maria Riesch Alemania                             |
| 26.01.08 | Ofterschwang Alemania           | Eslalon Gigante | Denise Karbon Italia                              |
| 27.01.08 | Ofterschwang Alemania           | Eslalon         | Marlies Schild Austria                            |
| 02.02.08 | St. Moritz Suiza                | Descenso        | Tina Maze Eslovenia                               |
| 03.02.08 | St. Moritz Suiza                | Super Gigante   | Emily Brydon Canadá                               |
| 09.02.08 | Sestriere Italia                | Descenso        | Lindsey Vonn Estados Unidos                       |
| 10.02.08 | Sestriere Italia                | Super Gigante   | Andrea Fischbacher Austria · Fabienne Suter Suiza |
| 15.02.08 | Zagreb Croacia                  | Eslalon         | Tanja Poutiainen Finlandia                        |
| 22.02.08 | Whistler Canadá                 | Descenso        | Nadia Styger Suiza                                |
| 24.02.08 | Whistler Canadá                 | Combinada       | Maria Riesch Alemania                             |
| 08.03.08 | Crans-Montana Suiza             | Descenso        | Lindsey Vonn Estados Unidos                       |
| 09.03.08 | Crans-Montana Suiza             | Combinada       | Anja Paerson Suecia                               |
| 13.03.08 | Bormio Italia                   | Super Gigante   | Fabienne Suter Suiza                              |
| 14.03.08 | Bormio Italia                   | Eslalon         | Marlies Schild Austria                            |
| 15.03.08 | Bormio Italia                   | Eslalon Gigante | Elisabeth Goergl Austria                          |

- Datos: Q5163